# Vår i Sverige

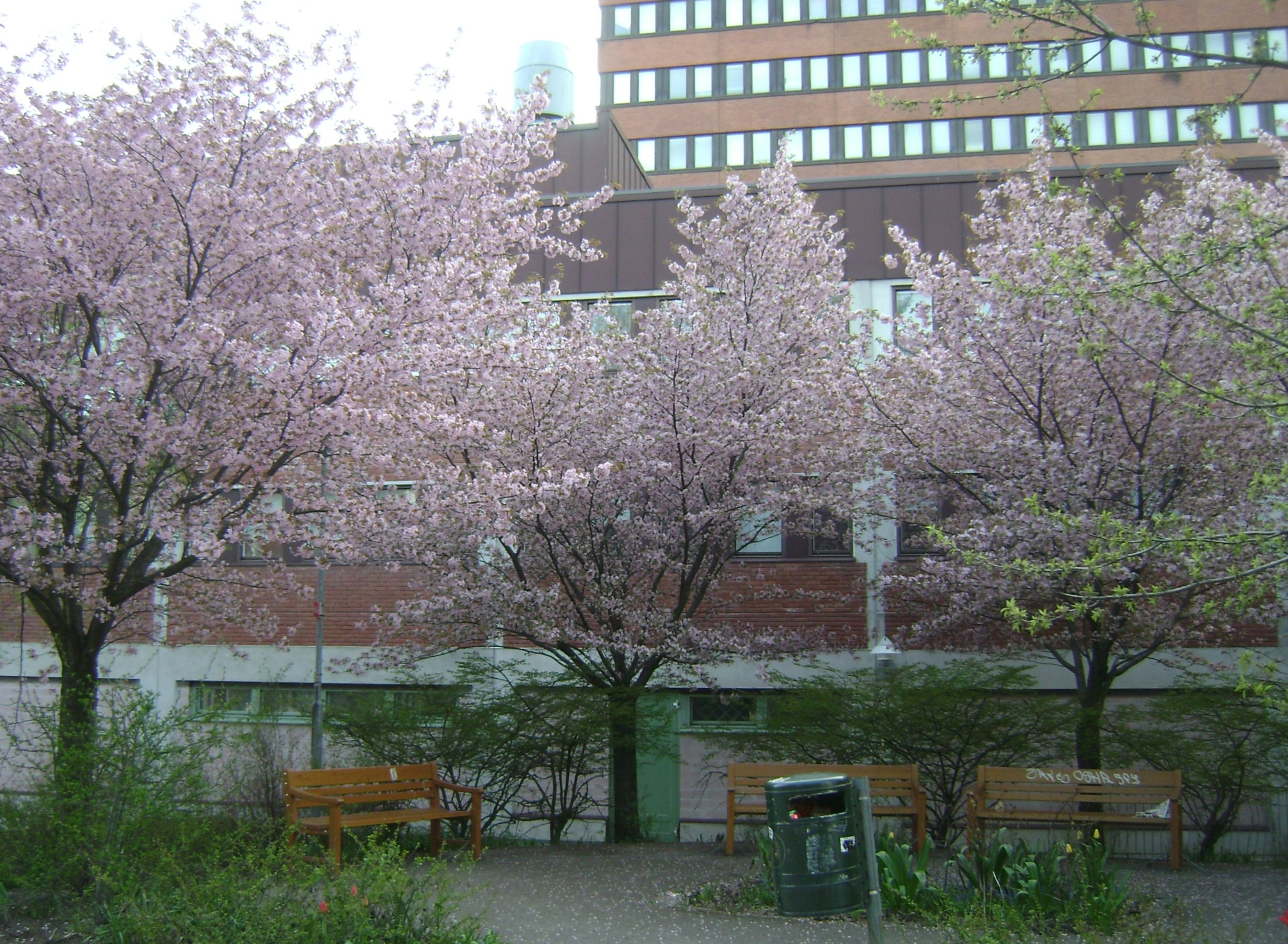
Handen i maj 2010.

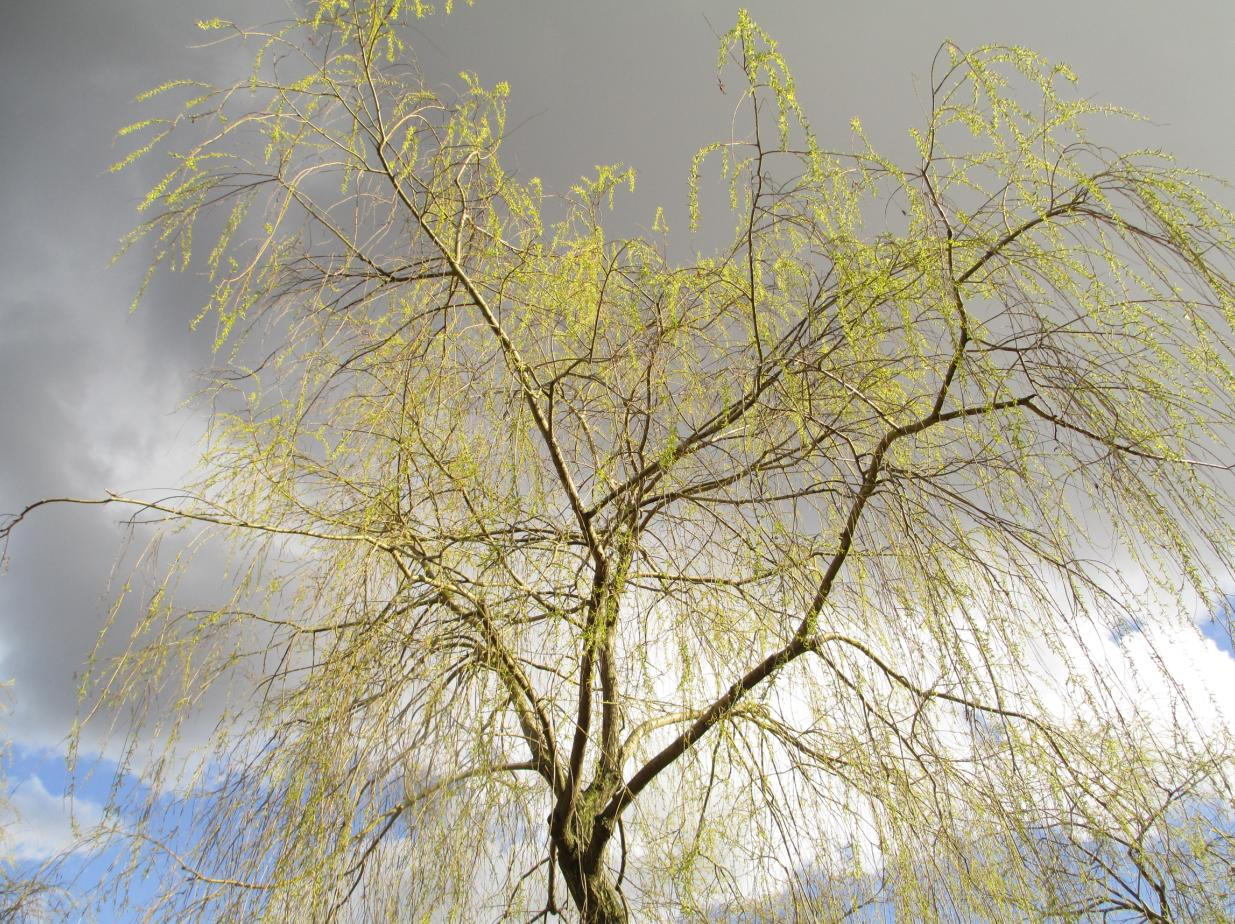
Observatorielunden i april 2016.

Vår i Sverige omfattar vanligen perioden från och med mars till och med maj, och markerar övergången från vinter till sommar i Sverige.
Mellan vintern och våren kan den inofficiella årstiden vårvinter förekomma, vilken är vanlig i landsdelar med snörika vintrar.

## Meteorologisk vår i Sverige
Då årstider på många sätt skiljer sig på olika platser på jorden finns ingen internationell meteorologisk definition av vår. 
I de nordiska länderna, till vilka Sverige hör, råder en nordisk uppfattning om vad som kännetecknar vår och denna bestäms, vetenskapligt, av en klimatologisk standard som enligt SMHI:s meteorologiska definition inträffar då följande kriterier är uppfyllda: 
1. Dygnsmedeltemperaturen skall under sju dagar i följd vara över 0°C men under 10°C (grader Celsius). Det första dygnet i denna sjudagarsperiod räknas som vårens första dygn det aktuella året. Skulle det efter denna period om sju dygn bli en återgång till lägre temperaturer räknas det dock fortfarande som att vår har inletts enligt ovanstående definition.
2. Starten för en sådan inledande period av våren får dock inte ske före den 15 februari[1], (som normalt är den tid på året då genomsnittstemperaturen är som lägst i de sydligast belägna platserna i Sverige).

Ett dygn med vårtemperatur kallas ett enskilt dygn då dygnsmedeltemperaturen befinner sig över 0°C men under 10°C.

### Vårens normala ankomst enligt SMHI:s definition
- Malmö: 22 februari
- Stockholm: 16 mars
- Östersund: 11 april
- Kiruna: 1 maj

## Kalendarisk vår i Sverige
Enligt kalenderindelningen av året börjar våren i Sverige den 1 mars och pågår till och med den 31 maj, oavsett väder och vårtecken.

## Vårtecken i Sverige
Vårtecken är förändringar som ger intryck av att våren närmar sig. Man kan skilja på vårtecken i klimatet och naturen, som är likadana för alla på samma plats, och personliga vårtecken som kan upplevas olika från person till person och infalla vid olika tider utifrån individuella uppfattningar, känslor, intressen eller vanor.

### Vårtecken i naturen
Flyttfåglarna återvänder norrut, och många djur vaknar upp ur sin dvala, vilket tillsammans med blommande örter, t.ex. snödroppe, vintergäck, tussilago och hyacint, av många anses som tecken på att våren kommit. Andra vanliga saker som anses som vårtecken är islossning och att snön som fallit under vintern smälter, vilket ibland kan utlösa vårfloder.

### Personliga vårtecken
I modern tid är bytet från vinterdäck till sommardäck på personbilar, rustningen av fritidsbåtar, säsongstarten för kolonilotter och trädgårdsarbete exempel på sådant som kan utgöra personliga vårtecken. Vårstädning, där putsning av alla fönster i bostaden också utgör en del av städningen, var länge en vårtradition för många, men har på senare tid inte samma starka ställning i hela landet. En del personer upplever vårkänslor vid vårens ankomst. Pollenallergi, särskilt från björk och andra lövträd, kan vara till besvär för en del människor om våren.

## Högtider och händelser som infaller under våren
Våren kännetecknas också av flera större högtider, många av dem kristna som påsk, Kristi himmelsfärdsdag och pingst, men också mer världsliga traditioner som valborgsmässoafton och första maj.
Till dessa sekulära som religiösa högtider våren till ära i Sverige kan, bland andra helger på samma tema från utomnordiska läder, till exempel också läggas nouruz som sedan mitten på 1980-talet växt i utövarantal, och till viss del nått en publik även utanför de persiska folken, där firandet traditionellt hör hemma. Man räknade med att runt 200 000 firade nouruz i Sverige i mars 2017.
På sportfronten innebär våren att säsongen inleds för flera sommarsporter, medan vintersportsäsongerna avslutas. Numera går ofta säsongerna in i varandra.